# Parco nazionale del Cilento, Vallo di Diano e Alburni
Il parco nazionale del Cilento, Vallo di Diano e Alburni è un parco nazionale istituito nel 1991, mentre nel 1995 è istituito l'ente per la sua gestione. L'area naturale protetta di circa 36 000 ettari, interamente compresa nella provincia di Salerno, è stata successivamente estesa fino a portare la sua superficie a 181 048 ettari, corrispondendo oggi alla parte meridionale della provincia, compresa tra la piana del Sele a nord, la Basilicata a est e a sud e il mar Tirreno ad ovest. Comprende, in tutto o in parte, i territori di 8 comunità montane e 80 comuni. Dal 1998 è patrimonio dell'umanità dell'UNESCO (con i siti archeologici di Paestum e Velia e la Certosa di Padula), dal 1997 è Riserva della biosfera e dal 2010 è il primo parco nazionale italiano a diventare geoparco. La sede del parco è a Vallo della Lucania.

## Storia
Il parco è stato creato nel 1991 con la legge quadro del 6 dicembre n. 394 (Legge Quadro sulle aree protette, GU n.292 del 13/12/1991). Successivamente sono stati approvati provvedimenti per la perimetrazione e zonizzazione con Ordinanza del Ministero dell'Ambiente 4 dicembre 1992 (GU n.300 del 22/12/1992) e del 22 aprile 1993 (GU n.103 del 05/05/1993), oltre che con Decreto del Ministro dell'Ambiente 5 agosto 1993 (GU 199 del 25/08/1993). Primo presidente del parco fu il naturalista Vincenzo La Valva.
Della necessità di tutelare il Cilento dalle speculazioni edilizie e da un distruttivo turismo di massa si parlava già dal 1973 (convegno internazionale sui parchi costieri mediterranei, Castellabate). Un primo risultato si ebbe con l'istituzione da parte del Ministero dell'Ambiente di due riserve naturali, rispettivamente sul monte Cervati e sul fiume Calore, per un totale di 36.000 ettari.
Con decreto del Ministro per l'Ambiente del 22 dicembre 1998 (GU n.127 del 2/6/1999) ne è stato approvato lo Statuto unitamente alla attuale perimetrazione e zonizzazione che investono una superficie di 181.048 ettari. A febbraio 2011 diventa anche il primo parco nazionale ad avere una biblioteca digitalizzata, con la messa in rete e su supporto multimediale dei ventimila volumi della biblioteca del parco "Giambattista Vico" di Vatolla..

## Territorio
Il profilo orografico è ovunque marcato, spesso aspro. Poche e povere in estensione sono le zone pianeggianti, per lo più in corrispondenza dei fiumi principali, l'Alento sulla costa e il Tanagro nel Vallo di Diano. Altri fiumi del parco hanno carattere torrentizio e corso nervoso, come il Mingardo, il Bussento e lo stesso Calore, affluente nel Sele a nord del parco, che ne ospita solo il tormentato corso superiore (Gole del Calore). Le cime più importanti sono: Cervati (1898 m), Alburni (1742 m), Gelbison, detto Sacro Monte (1705 m), Motola (1743 m), Monte Centaurino (1433 m), Cocuzzo (1411 m), Bulgheria (1224 m), Monte Stella (Cilento) (1131 m). La costa è bassa e sabbiosa dal Sele ad Agropoli, e poi sul litorale tra Casal Velino ed Ascea; altrove, è alta e rocciosa, spesso crivellata di meravigliose grotte e insenature.

### Geologia
La geologia del parco è marcata dalla compresenza di due tipi di roccia predominanti: il "Flysch del Cilento", ricco di colori e stratificazioni, che si ritrova in corrispondenza del bacino idrografico dell'Alento e sulla costa nord, e il calcare, ricco di cavità carsiche, proprio dei complessi montuosi interni (Alburno-Cervati) e della parte meridionale del territorio interessato dal parco.

## Ambiente

### Flora

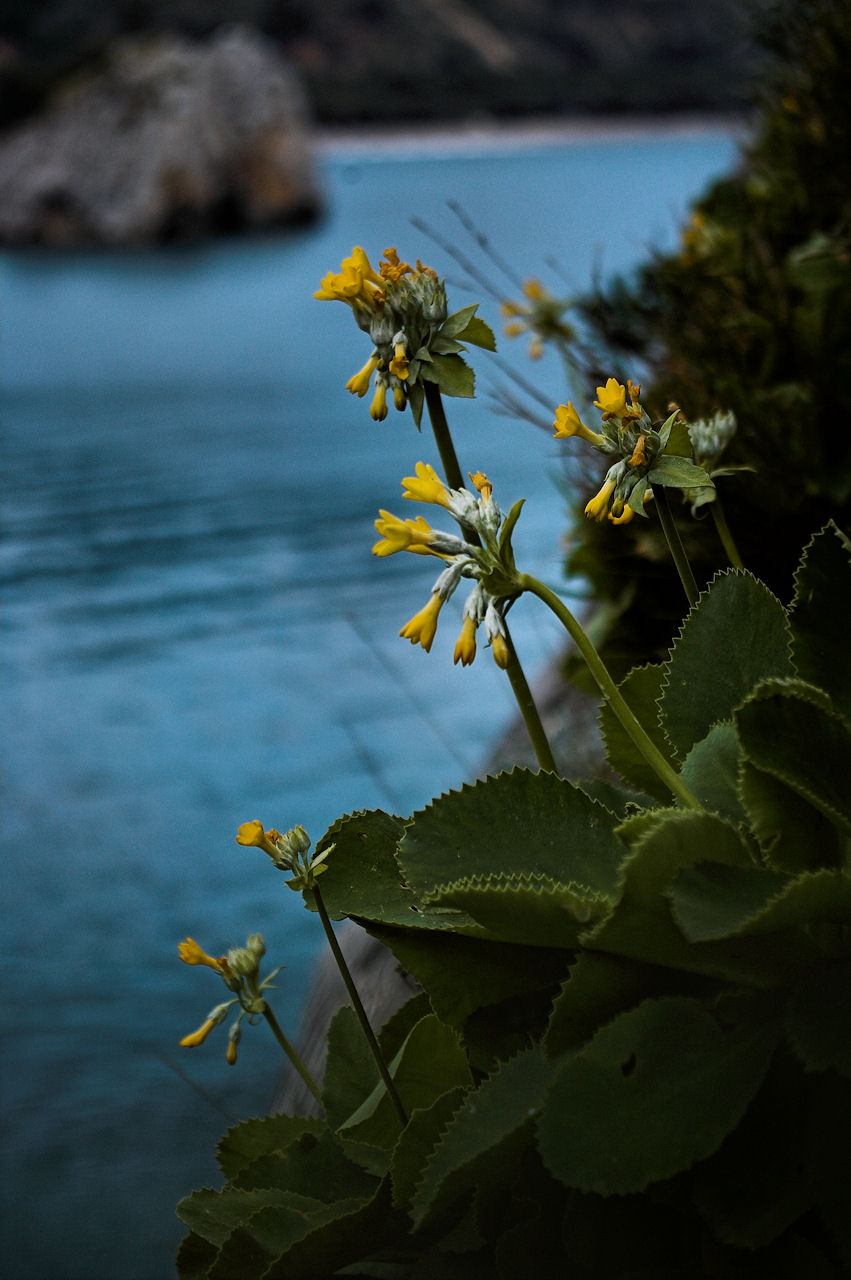
La Primula di Palinuro, raro endemismo costiero, eletto simbolo del parco

Nel parco sono state censite circa 1.800 specie vegetali, di cui una di interesse comunitario, la primula di palinuro, e 25 habitat. Essendo al centro del Mediterraneo, tra areali diversi per climi e temperature, anche la presenza di certe specie altrove comuni è in questo caso degna di menzione. Nel parco convivono infatti: betulle, abete bianco e bosso.
Di particolare interesse è la vegetazione delle rupi costiere. Essa comprende tra l'altro il raro giglio marino; a diretto contatto con il mare vive l'endemica statice salernitana, mentre sulle rupi vivono la primula di Palinuro, il garofano delle rupi, la Centaurea, l'Iberide florida, la campanula napoletana. Nel 2011 è stata anche scoperta la presenza lungo le scogliere di Palinuro di esemplari di Bassia saxicola, una pianta cespugliosa estremamente rara e di cui si era precedentemente riscontrata la presenza solo in enclavi sulle isole di Ischia e Stromboli.
Nella fascia costiera tra Palinuro e Montecorice, con un ristrettissimo areale a distribuzione puntiforme, in corrispondenza di conglomerati e affioramenti rocciosi e di macereti xerotermici calcarei e ultra-basici sono state individuate alcune stazioni di un endemismo esclusivo del Cilento, la ginestra del Cilento Vals., 1993)
La gariga ad ampelodesma è il popolamento più diffuso nella fascia costiera, fino a 700 metri di quota. Presenti ginestra, ginepro fenicio, cisto di Montpellier, ginestra del Cilento (Genista cilentina), con l'onnipresente lentisco arbustivo e sparzio villoso. Sempre nella macchia, presenza di corbezzolo arbustivo, erica, mirto, terebinto, cisto di Montpellier. Dove è sopravvissuta all'antropizzazione, anche foreste di quercia spinosa, carrubo e olivo selvatico, e qua e là, raramente, palme nane. Infine, si segnala il sito di interesse comunitario della pineta di Sant'Iconio, relitto di boschi certamente più estesi di pino d'Aleppo (oggi di nuovo in espansione perché spesso usato nei rimboschimenti).
Nelle aree interne predominano i boschi di latifoglie decidue, leccete, cerri, roverelle, aceri, il Platanus orientalis originario di Velia, carpini neri, ornielli e castagni. Al di sopra dei 1.000 m in genere preceduto da una fascia di ontano napoletano, domina incontrastato il faggio, con il raro crespino dell'Etna, e le sassifraghe.
In ambiente rupestre, «in condizioni ecologiche veramente 'estreme'», si segnala un rarissimo endemismo a distribuzione puntiforme, la finocchiella di Lucania (Portenschlagiella ramosissima), specie casmofita segnalata in alcune isolate stazioni, come località Limbida, sulle pareti calcaree occidentali del Monte Bulgheria, non lontano da Palinuro e sulle pareti calcaree presso la gola del torrente Sammaro, tra Sacco e Roscigno.
Inoltre, nell'area protetta del Parco Nazionale del Cilento e Vallo di Diano sono presenti 254 specie di orchidee selvatiche delle 319 segnalate in tutta Europa e nel bacino del Mediterraneo.

### Fauna
Il vasto territorio del parco offre alle specie animali una grande pluralità di ambienti. Non deve dunque stupire la ricchezza e varietà degli esemplari presenti: le sole indagini sulle specie di interesse comunitario ne hanno individuate 63. Alcune di queste sono considerate di interesse prioritario: sono Osmoderma eremita e Rosalia alpina, invertebrati, e, tra i Vertebrati,il Lupo. Più in generale, si hanno al 2003 circa 600 segnalazioni di specie.
Tra i mammiferi le specie più interessanti sono il molosso di Cestoni, l'istrice, la faina, lo scoiattolo, e la lontra, poi la lepre appenninica, l'arvicola di savi, un piccolo roditore preda della volpe e della martora come l'arvicola rossastra, o il topo selvatico e il topo dal collo giallo, o ancora come il topo quercino. Queste sono anche le prede del gatto selvatico, la cui presenza rappresenta un'altra emergenza naturalistica di grande interesse. Non raro è il ghiro. Numerosissimi i cinghiali, presenti anche i cervi (reintrodotti nel 2004) e i caprioli introdotti nel 2003,da allora la popolazione è cresciuta e non si ha un esatto numero dei caprioli presenti nel parco al momento.
Altra presenza interessante nel parco è sicuramente quella del lupo grigio appenninico, presente nei boschi e nelle foreste collinari (anche ad alta quota) non troppo vicine a centri abitati densamente popolati da umani. 
Oltre al molosso di Cestoni, sono presenti numerose specie di pipistrelli, tra le quali miniottero, vespertilio maggiore, vespertilio di Capaccini e vespertilio di Blyth.
Inoltre, nel cuore del Cilento sono presenti anche i lupi grigi appenninici, altra presenza interessante. 
Tra l'avifauna sono diffusi i rapaci come l'aquila reale, il biancone, il falco pellegrino, il lanario, il corvo imperiale, il gufo reale e Strix aluco. Di grande interesse è la presenza dell'astore. Sempre tra i rapaci, falco pecchiaiolo, Nibbio bruno, Nibbio reale. Tra gli uccelli in generale, comuni sono il picchio nero, il picchio muratore e la tottavilla, il succiacapre, il calandro e l'averla piccola, la ghiandaia marina, la balia dal collare, e nei pressi dei corsi d'acqua il martin pescatore, il merlo acquaiolo e il corriere piccolo. Infine, occorre segnalare un nucleo svernante del raro gabbiano corso.
Tra i rettili sono presenti il cervone, il biacco, la vipera e la natrice. Nelle acque fredde vivono anche anfibi come la rara salamandrina dagli occhiali, endemismo italiano, e la più comune salamandra, poi il tritone italiano, l'ululone dal ventre giallo, la rana appenninica, la rana agile, e il rospo. Numerosi sono stati i casi di avvistamento di Caretta caretta lungo le coste sabbiose di Marina di Camerota (nel 2020 è avvenuto l'ultimo caso di nidificazione e deposizione in tali coste). La fauna marina è molto varia e complessa: sono stati segnalati, oltre alle varie specie di pesci, anche alcuni cetacei come il Tursiope, il Capodoglio comune e la Stenella Striata. Segnalati gran parte dei Ciprinidi di interesse comunitario, come il barbo, non autoctono, l'Alburnus albidus e il vairone, poi l'odonato e alla foce del Mingardo il nono.
Infine, tra gli invertebrati Rosalia alpina, Oxygastra curtisii, Cucujus cinnaberinus, Osmoderma eremita.

## Siti archeologici
- Area archeologica lungo il litorale di Camerota
- Area archeologica Monte Pruno - Roscigno
- Area archeologica di Paestum - Capaccio
- Area archeologica di Elea-Velia - Ascea
- Area archeologica di Moio della Civitella (phrourion eleate)
- Area archeologica "Città di Leo" in Roccagloriosa

## Luoghi d'interesse
- Costiera cilentana

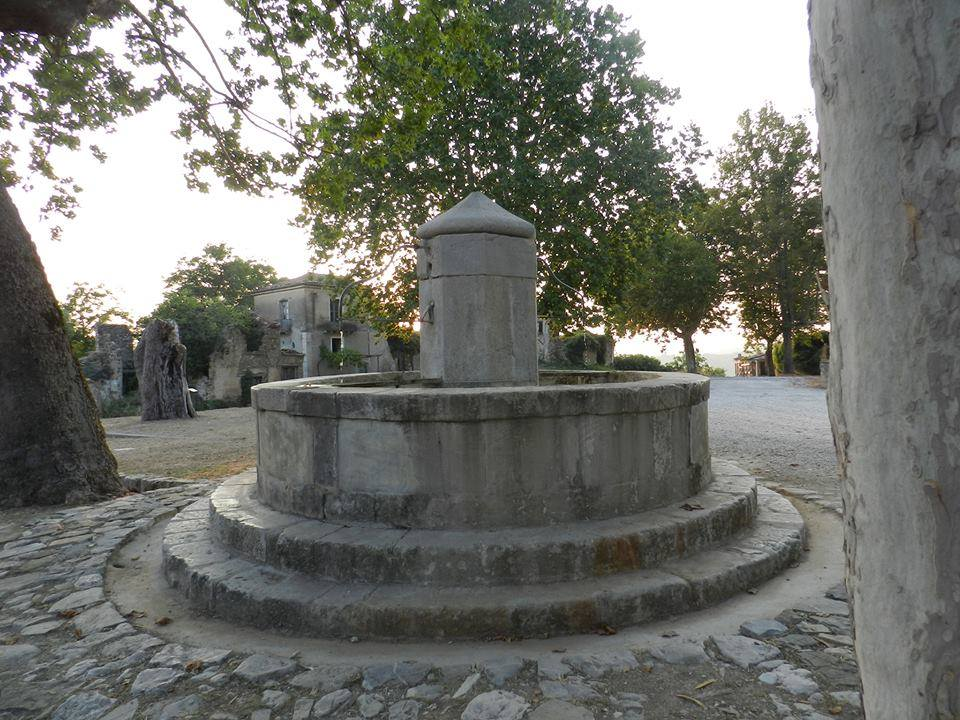
La Fontana, il simbolo di Roscigno Vecchia

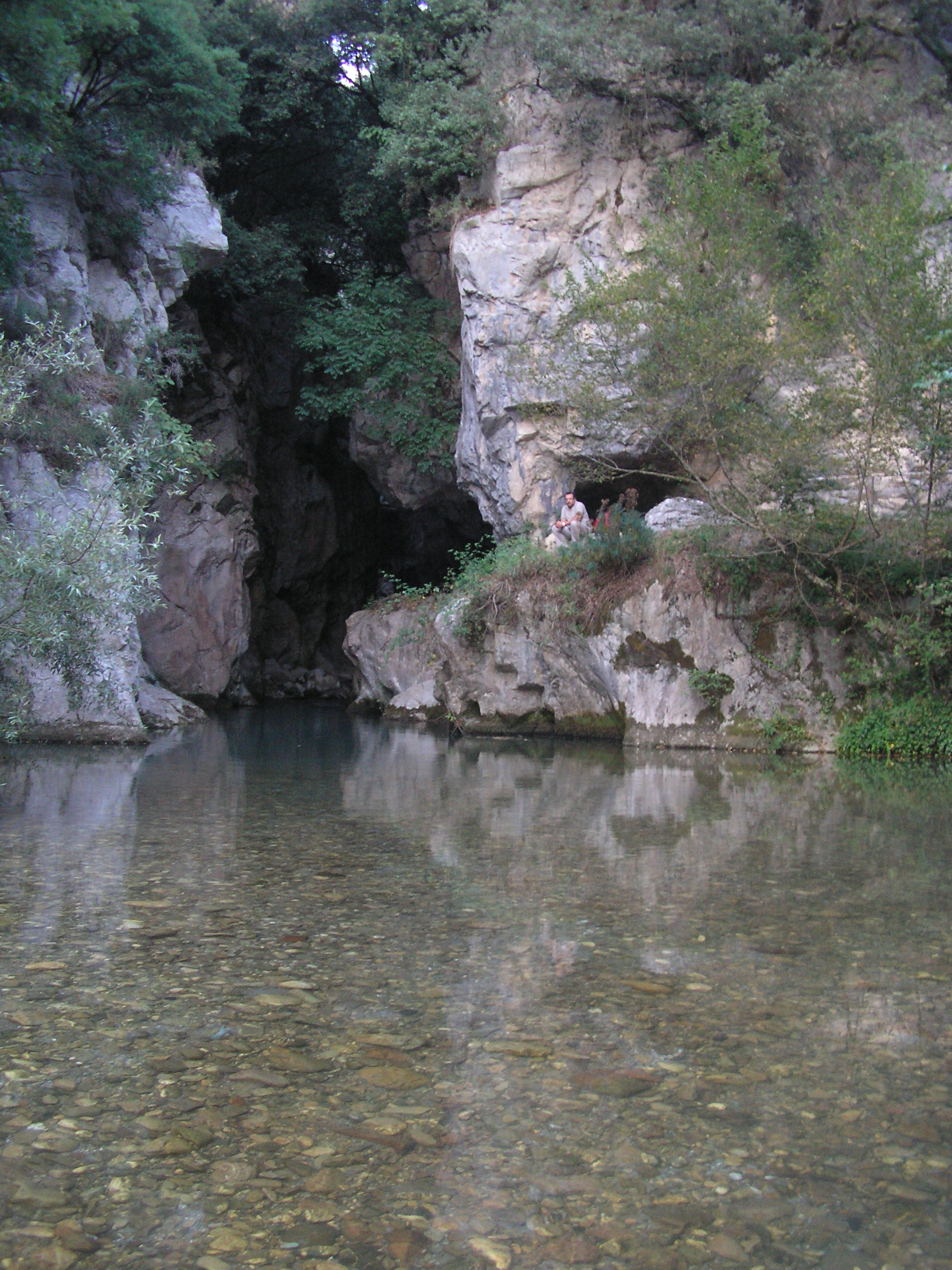
Sorgente del torrente Sammaro

- centro storico e antichi portali di Ottati
- sito archeologico - antiche rovine di insediamento rurale - anno 1000 - Colle Civita (Ottati)
- Il Percorso Magliano Nuovo - Postiglione, sentiero di trekking passante per l'annoverato ponte medievale di Magliano Nuovo e interamente per le Gole del Calore
- Convento dei Domenicani (concesso ai domenicani con Breve di Sisto IV, il 10 ottobre 1480) (Ottati)
- Grotta di Santacroce (Ottati)
- Chiesa dell'Annunziata con portale in pietra del 1618 (Ottati)
- Santuario della Madonna del Cardoneto (1100-1200), con statua della Madonna del XV sec. (Ottati)
- sentiero del Monte Panormo (Ottati)
- Sorgente Auso (Ottati)
- Chiesa di San Donato (Ottati)
- Chiesa della Madonna delle Grazie (1500) (Ottati)
- Chiesa di San Biagio (dove si conserva una reliquia del Santo) (Ottati)
- Area marina protetta Santa Maria di Castellabate nel comune di Castellabate
- Borgo medievale di Castellabate
- Isola di Licosa nel comune di Castellabate
- Ponte medievale di Magliano Nuovo
- Centro storico e borgo medioevale di Camerota
- Area marina protetta Costa degli Infreschi e della Masseta nei comuni di Camerota e di San Giovanni a Piro
- Cenobio Bizantino nel comune di San Giovanni a Piro
- Santuario della Madonna SS. di Pietrasanta nel comune di San Giovanni a Piro
- Monte Bulgheria nei comuni di San Giovanni a Piro, Camerota, Roccagloriosa e Celle di Bulgheria
- Monte Cervati nei comuni di Monte San Giacomo, Piaggine e Sanza
- Biblioteca Marone nel comune di Monte San Giacomo
- Monte Stella, centro storico e panoramica nel comune di Omignano
- Castello medievale di Rocca Cilento nel comune di Lustra
- Cascate Capelli di Venere nel comune di Casaletto Spartano
- Centro storico di Castel San Lorenzo
- Centro storico di Teggiano
- Centro storico e porto turistico di Agropoli
- Centro storico e panoramica dei castagneti nel comune di Roccadaspide
- Certosa di Padula nel comune di Padula
- Centro storico, orto botanico e monastero benedettino di Bellosguardo
- Centro storico, chiesa e castello di Magliano Nuovo
- Gole del Calore nel comune di Felitto
- Grotta dell'Angelo nel comune di Sant'Angelo a Fasanella
- Grotte di Capo Palinuro nel comune Centola
- Grotte di Castelcivita nel comune di Castelcivita
- Santuario diocesano Maria SS.Della Neve, nel comune di Sanza
- Roscigno Vecchia nel comune di Roscigno
- Sorgenti del torrente Sammaro tra i comuni di Roscigno e Sacco
- Santuario eucaristico nel comune di San Mauro La Bruca
- Santuario della Madonna del Monte Sacro di Novi Velia
- Sentiero naturalistico di Campo d'amore e Grotta di Sant'Elia nel comune di Postiglione
- Oasi WWF nel comune di Morigerati, con le sue grotte ove risorge il fiume Bussento
- Borgo medievale di San Severino di Centola
- Centro storico e panorama di Trentinara, la "terrazza del Cilento"
- Alento, oasi fiume Alento nel comune di Prignano Cilento
- Spiagge della Masseta Scario

## Musei
- Museo Civico a Camerota in piazza San Nicola
- Ecomuseo del paleolitico di Camerota
- Casamuseo di Josè Ortega a Bosco (San Giovanni a Piro)
- Museo Vallicelli a Monte San Giacomo
- Museo vivo del mare a Pioppi frazione di Pollica
- Museo della "Civiltà Contadina" a Roscigno Vecchio
- Museo d'arte sacra di Castellabate
- Museo d'Arte Sacra in Piazza Europa a Roscigno Nuovo
- Museo naturalistico degli Alburni a Corleto Monforte
- Museo archeologico provinciale della Lucania occidentale a Padula
- Museo archeologico nazionale di Paestum a Capaccio
- Museo della Civiltà Contadina e dell'Artigianato Locale, presso la scuola media inferiore di Castel San Lorenzo
- Museo della Civiltà Contadina a Vatolla
- Museo Vichiano a Vatolla
- Antiquarium e Laboratorio di archeologia sugli scavi di Monte Pruno ubicato in Piazza Silvio Resciniti in Roscigno Nuovo.
- Museo Diocesano di Arte Sacra a Vallo della Lucania
- Museo Paleontologico del Parco Nazionale del Cilento e Vallo di Diano, Magliano Vetere
- Museo Etnografico di Morigerati

## Accessi
Il parco è facilmente raggiungibile dai maggiori comuni finitimi, Capaccio-Paestum o Sapri per il Cilento, Sala Consilina e Monte San Giacomo per il Vallo di Diano. Data la sua vastità, tuttavia, è preferibile accedervi da punti diversi, in funzione della meta prescelta. Inoltre, c'è carenza di strutture ricettive e di collegamenti infrastrutturali a lungo raggio, dunque non vi sono veri e propri punti di accesso al Parco.

## Comuni
Agropoli, Aquara, Ascea, Auletta, Bellosguardo, Buonabitacolo, Camerota, Campora, Cannalonga, Capaccio, Casalbuono, Casal Velino, Casaletto Spartano, Caselle in Pittari, Castel San Lorenzo, Castelcivita, Castellabate, Castelnuovo Cilento, Celle di Bulgheria, Centola, Ceraso, Cicerale, Controne, Corleto Monforte, Cuccaro Vetere, Felitto, Futani, Gioi, Giungano, Laureana Cilento, Laurino, Laurito, Lustra, Magliano Vetere, Moio della Civitella, Montano Antilia, Montecorice, Monteforte Cilento, Sala Consilina, Monte San Giacomo, Montesano sulla Marcellana, Morigerati, Novi Velia, Omignano, Orria, Ottati, Padula, Perdifumo, Perito, Petina, Piaggine, Pisciotta, Polla, Pollica, Postiglione, Roccadaspide, Roccagloriosa, Rofrano, Roscigno, Rutino, Sacco, Salento, San Giovanni a Piro, San Mauro Cilento, San Mauro La Bruca, San Pietro al Tanagro, San Rufo, Santa Marina, Sant'Angelo a Fasanella, Sant'Arsenio, Sanza, Sapri, Sassano, Serramezzana, Sessa Cilento, Sicignano degli Alburni, Stella Cilento, Stio, Teggiano, Torre Orsaia, Tortorella, Trentinara, Vallo della Lucania, Valle dell'Angelo.